# Доље
Доље (словен. Dolje, итал. Dòllia) је насељено место у општини Толмин, Горишка регија, Словенија.

## Историја
До територијалне реорганизације у Словенији било је у саставу старе општине Толмин.

## Становништво
У попису становништва из 2011. године, Доље је имало 157 становника.
| Број становника према пописима | Број становника према пописима | Број становника према пописима |
| ------------------------------ | ------------------------------ | ------------------------------ |
| 1991                           | 2002                           | 2011                           |
| 160                            | 155                            | 157                            |

Напомена: Године 2018. извршена је мања размена територије између насеља Габрје и Доље.